# Megalofrea parasparsuticollis
Megalofrea parasparsuticollis là một loài bọ cánh cứng trong họ Cerambycidae.